# Casa al carrer Pere Paloma, 1 (Copons)
La Casa al carrer Pere Paloma, 1 és una obra de Copons (Anoia) inclosa a l'Inventari del Patrimoni Arquitectònic de Catalunya.

## Descripció
Casa que ha estat reformada, però destacable pels elements de façana conservats: elements en pedra on anaven els eixos de la porta, adovellada, els elements que sostenen el balcó i el ràfec que conserva les rajoles blanques i vermelles tant típiques de l'època barroca (encara que la casa pot ser anterior ape el detall dels eixos de la porta?)

## Història
És del s.XVII.XVIII o anterior.